# Карл IV (король Испании)
Карл IV (исп. Carlos IV; 11 ноября 1748 — 20 января 1819) — испанский король (1788—1808), второй сын короля Испании Карла III и Марии Амалии Саксонской.

## Характеристика

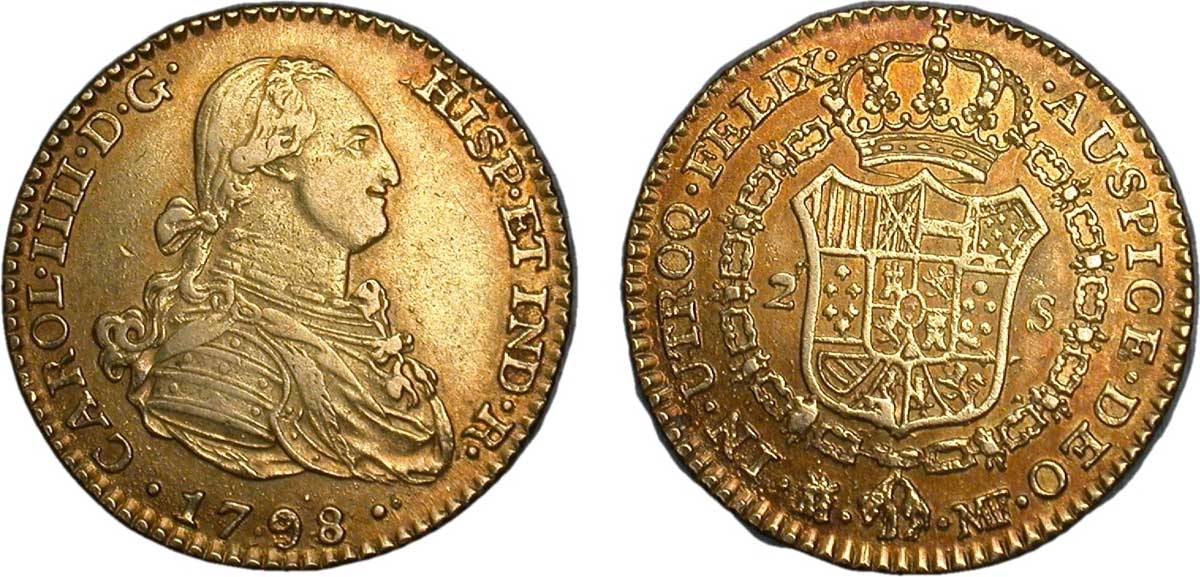
Карл IV

Ввиду сумасшествия своего старшего брата Филиппа Карл ещё мальчиком был объявлен наследником престола. Лишенный всяких политических способностей, Карл не чувствовал никакой склонности к правительственной деятельности и, вступив на престол, поручил управление государством сперва Флоридабланке, потом — Аранде и, наконец, — Годою, всеми презираемому любовнику королевы Марии-Луизы, имевшей сильное влияние на Карла.

## Семья
Карлос IV женился на своей двоюродной сестре Марии Луизе де Бурбон-Парма (дочь Филиппа, герцога Пармского) в 1765 году. У них было четырнадцать детей из двадцати четырех раз, когда Мария Луиза де Парма была беременна, но только семеро достигли совершеннолетия:
- Карлотта Хоакина (1775—1830), супруга короля Португалии Жуана VI,
- Мария Амалия (1779—1798), супруга инфанта Антонио Паскуаля Испанского,
- Мария Луиза (1782—1824), замужем за Луиджи Бурбон-Пармским, королём Этрурии,
- Фернандо (1784—1833), наследовал своему отцу как король Испании Фердинанд VII, был четырежды женат,
- Карлос (1788—1855), был карлистским претендентом на испанский трон как Карл V,
- Мария Изабелла (1789—1848), королева Неаполитанская и жена Франциска I, короля Обеих Сицилий,
- Франсиско де Паула (1794—1865), герцог Кадисский.

## Союз с Францией
Войны с Францией и Великобританией были одинаково неудачны для Испании, после возвышения Наполеона всецело подчинившейся французскому влиянию. Так, в 1803 году с Францией был заключен новый договор, возлагавший на Испанию в числе различных тяжёлых обязательств и новую войну с Великобританией, начавшуюся в 1804 году и приведшую к гибели испанского флота в битве при мысе Трафальгар (20 октября 1805). В октябре 1807 года с Наполеоном был заключен тайный Франко-испанский договор (1807) в Фонтенбло относительно раздела Португалии, на которую французский император имел особые виды, скрываемые от испанского правительства. Бессилие и покорность последнего дали новую пищу честолюбивым замыслам Наполеона. Он задумал захватить в свои руки Испанию.

## Придворные партии

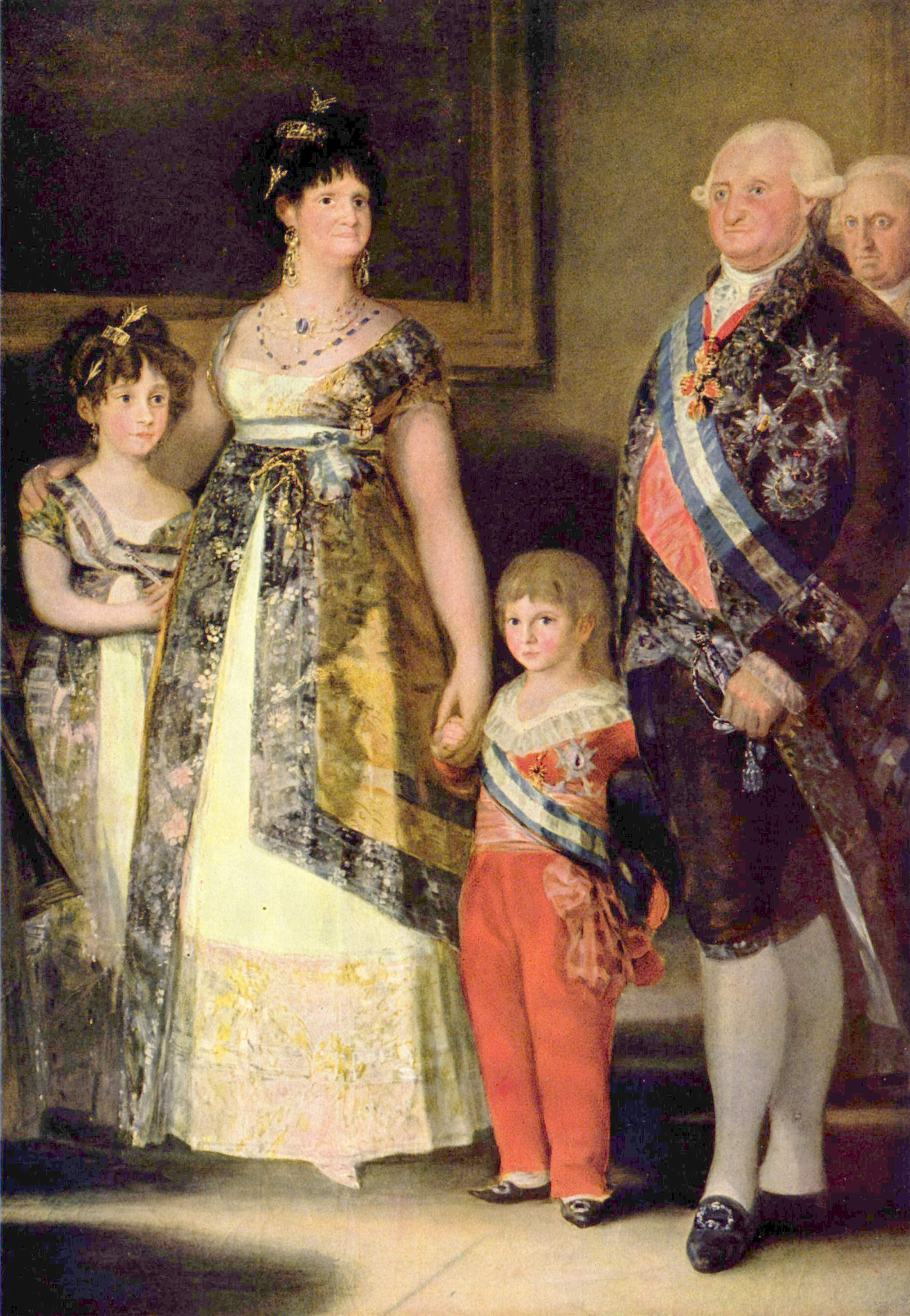
Карл IV с женой Марией Луизой и двумя детьми. Фрагмент полотна Франсиско де Гойи «Семья Карла IV», музей Прадо, Мадрид

Осуществлению этого плана помогли раздоры придворных партий в Мадриде. Во главе одной из этих партий стояли королева и Годой, во главе другой, расположенной к Англии, — наследник престола Фердинанд и жена его, Мария-Антуанетта Неаполитанская. Со смертью Марии-Антуанетты (1806 год) отношения партий изменились: Фердинанд задумал вступить в брак с принцессой Наполеоновского дома и стал искать сближения с Наполеоном, тогда как Годой стал склоняться на сторону врагов Франции. Симпатии массы были на стороне Фердинанда, которого из ненависти к Годою народ желал видеть на престоле.

## Вторжение Наполеона и отречение
Анонимное известие о каких-то замыслах наследника против Карла побудило последнего дать приказ об его аресте (20 октября 1807 года) и предании суду. Карл был намерен лишить его трона в пользу другого сына, Карлоса (впоследствии, в годы карлистских войн, претендента на престол Дона Карлоса Старшего), но предварительно счёл нужным узнать на этот счёт мнение Наполеона. Этот шаг короля и послужил предлогом к французскому вмешательству в испанские дела, хотя вслед за тем и состоялось примирение между Карлом и Фердинандом.
Приближение французской армии к Мадриду и весть о намерении Карла бежать из столицы вызвали народный бунт, последствием которого было падение Годоя, отречение Карла и провозглашение королём Фердинанда VII 18 марта 1808 года. Через несколько дней Карл, подчиняясь внушениям французского генерала Савари, признал своё отречение вынужденным и обратился с жалобой на сына к Наполеону, роль которого как третейского судьи, таким образом, возобновилась. Наполеон сумел завлечь к себе в Байонну и отца, и сына и заставил обоих отказаться от престола 6 мая 1808 года, сразу после Мадридского восстания 2 мая в пользу своего старшего брата Жозефа Бонапарта. Карлу удалось выговорить себе владение замком Компьень и 8 млн ежегодного дохода. Позже Карл удалился в Рим, где и оставался до самой смерти в 1819 году.

## Образ в кино
- «Призраки Гойи» (США, Испания, 2006) — Рэнди Куэйд